# Pałac w Świętochłowicach
Pałac w Świętochłowicach (piaśnicki zameczek) – pałac w Świętochłowicach, w dzielnicy Piaśniki. Został zbudowany w 1859 roku jako dom urzędniczy dyrekcji Śląskiej Spółki Akcyjnej dla Górnictwa i Hutnictwa Cynkowego (niem. Schlesische Aktien-Gesellschaft für Bergbau und Zinkhüttenbetrieb).

## Opis
Pałacyk wzniesiony w 1859 roku na planie prostokąta, z silnie wysuniętymi ryzalitami bocznymi, dwuipółtraktowy z centralnie usytuowaną klatką schodową. Pokrywał go dach dwuspadowy. Fasada była utrzymana w stylu neorenesansowym, cokół i elewacja parteru były boniowane. Centralną, wejściową oś akcentował portyk ujęty pilastrami dźwigającymi prosty gzyms. Okna ryzalitów bocznych w parterze wieńczyły trójkątne naczółki. W pierwszej kondygnacji okna były zamknięte półkoliście. Ryzality nakrywały trójkątne szczyty.
Podczas I wojny światowej budynek został dotknięty szkodami górniczymi i został przebudowany w 1917. Zlikwidowano dodatkowe wielobiegowe schody na osi budynku przed starym portykiem. Nowy portyk był rodzajem krytej werandy z tarasem. Po zakończeniu remontu w portyku wejściowym, w dwóch bocznych ryzalitach I piętra założono secesyjne witraże.
Po 1945 roku w budynku znajdowało się przedszkole, w 1996 roku został sprzedany przez gminę Świętochłowice za 173 tys. złotych; obecnie jego funkcje określono jako mieszkalne i usługowe.
Obecnie na terenie obiektu znajduje się zakład krawiecki Incognito – Moda Damska.

## Park
W 1866 roku w pobliżu piaśnickiego zameczku założono park, wraz z kortami tenisowymi, kręgielnią i stawem. W pobliżu znajdowały się niewielkie domy służby. Na terenie parku znajduje się schron, który był używany podczas II wojny światowej.